# Classificazione spettrale degli asteroidi
Per classificazione spettrale degli asteroidi si intendono i metodi per raggruppare gli asteroidi in base alle loro caratteristiche spettrali, al loro colore e, a volte, alla loro albedo. 
Si ritiene che queste classificazioni corrispondano alla composizione superficiale degli asteroidi. Per i corpi più piccoli, quelli che non si sono differenziati, la composizione superficiale è verosimilmente simile a quella interna. Nei corpi più grandi come 1 Cerere e 4 Vesta si sa invece che esiste una struttura interna.

## Classificazione moderna
La classificazione moderna degli asteroidi è iniziata nel 1975 a opera di Clark R. Chapman, David Morrison e Ben Zellner  con tre categorie: tipo C per gli oggetti scuri carboniosi, tipo S per gli oggetti rocciosi (silicati) e tipo U per tutti gli altri. Questa classificazione è stata in seguito ampliata e chiarificata. 
Attualmente esistono molti altri schemi di classificazione  e benché si sforzino di mantenere una reciproca coerenza, non pochi asteroidi sono classificati in modo diverso a seconda dello schema e dei criteri adottati. Le due classificazioni più usate sono la classificazione Tholen e la classificazione SMASS.

### Classificazione Tholen
Da oltre un decennio la classificazione maggiormente usata è quella di David James Tholen, che fu proposta per la prima volta nel 1984. Si è sviluppata a partire dalle osservazioni spettrali ad ampia banda (tra 0,31 µm e 1,06 µm) ottenute durante il programma Eight-Color Asteroid Survey (ECAS) negli anni ottanta, con l'aggiunta delle misurazioni di albedo. La formulazione iniziale era basata su 978 asteroidi.
Lo schema include 14 tipi; la maggioranza degli asteroidi rientra in uno dei 3 gruppi più ampi, gli altri nei restanti tipi più piccoli.
- Gruppo C: oggetti carboniosi scuri. Questo gruppo ha 4 sotto-tipi:
  - Tipo B
  - Tipo F
  - Tipo G
  - Tipo C: questo tipo contiene la maggior parte degli asteroidi del gruppo C e circa il 75% di tutti gli asteroidi in generale.
- Tipo S: oggetti pietrosi (silicati). Questo tipo comprende circa il 17% di tutti gli asteroidi.
- Gruppo X
  - Tipo M: oggetti metallici, questo tipo è il terzo più numeroso.
  - Tipo E: si differenzia dal tipo M principalmente per l'alta albedo.
  - Tipo P: si differenzia dal tipo M principalmente per la bassa albedo.
- Tipo A: un piccolo gruppo.
- Tipo D: un piccolo gruppo.
- Tipo T: un piccolo gruppo.
- Tipo Q: per l'asteroide 1862 Apollo
- Tipo R: per l'asteroide 349 Dembowska
- Tipo V: per l'asteroide 4 Vesta

Gli ultimi tre tipi contengono ciascuno un solo asteroide che ha caratteristiche spettrali uniche. 
Ad alcuni oggetti viene assegnata una combinazione di due o più tipi (es: CG) quando le loro caratteristiche sono una combinazione di tipi diversi.

### Classificazione SMASS
Questa classificazione è stata introdotta da Schelte John Bus e Richard P. Binzel nel 2002, ed è basata sul programma Small Main-Belt Asteroid Spectroscopic Survey (SMASS) e su un campione di 1447 asteroidi . Questo studio ha prodotto spettri a risoluzioni più alte rispetto all'ECAS, tuttavia è stata osservata una porzione più piccola di lunghezze d'onda (tra 0,44 µm e 0,92 µm). Inoltre non è stato considerata l'albedo. 
Nonostante si sia tentato di mantenere il più possibile i gruppi della classificazione Tholen, la differenza nei dati ha portato ad una suddivisione in 24 tipi. La maggioranza degli asteroidi rimane nei tre gruppi più ampi (C, S e X).
- Gruppo C: asteroidi carboniosi, che includono:
  - Tipo B: che si sovrappone in gran parte ai tipi B e F della classificazione Tholen.
  - Tipo C: il tipo standard degli oggetti carboniosi non inclusi nel tipo B.
  - Tipo Cg, Ch, Cgh: collegati al tipo G di Tholen.
  - Tipo Cb: di transizione tra i tipi C e B.
- Gruppo S: Silicati, che includono:
  - Tipo A
  - Tipo Q
  - Tipo R
  - Tipo K: una nuova categoria.
  - Tipo L: una nuova categoria.
  - Tipo S: il tipo standard del gruppo S.
  - Tipo Sa, Sq, Sr, Sk, e Sl: di transizione tra il tipo S e gli altri tipi del gruppo S.
- Gruppo X: oggetti in maggior parte metallici che include:
  - Tipo X: il tipo standard del gruppo X (include gli oggetti classificati da Tholen nei tipi M, E e P).
  - Xe, Xc, and Xk: di transizione tra il tipo X e gli altri tipi.
- Tipo T
- Tipo D
- Tipo Ld: un nuovo tipo con caratteristiche spettrali più estreme rispetto al tipo L.
- Tipo O
- Tipo V

Con questa classificazione un significativo numero di piccoli oggetti rientra nei tipi Q, R e V, quelli che nella classificazione Tholen hanno un solo membro. 
Nella classificazione SMASS non esistono tipi combinati, ogni asteroide rientra in un unico particolare tipo.

## Considerazioni finali
Queste classificazioni sono destinate ad essere perfezionate o rimpiazzate man mano che le ricerche progrediscono. Tuttavia la classificazione spettrale basata su uno dei due metodi esposti resiste dagli anni novanta e sono tutt'oggi molto usate. Gli scienziati non riescono a trovare un accordo su una classificazione migliore, in gran parte a causa della difficoltà ad avere misurazioni dettagliate di un vasto campione di asteroidi.